# 社会民主連線
社会民主連線（しゃかいみんしゅれんせん）は、香港の民主派政党の1つである。民主派の中でも急進派であり、また社会民主主義を標榜している。2006年10月1日に創設された。主席（党首）は梁国雄である。2012年9月9日の立法会選挙には、四名の党員が参選した。結果は、梁国雄は当選した。そして、現在立法会議員の中で1名が社民連に所属する。
社会民主主義といっても社民連線は天安門事件の再評価を強く要求し、中国共産党政権と対立している点において、親中共の「香港左派」とは相容れない。また、同党の梁国雄立法会議員は、穏健民主派の公民党が天安門事件の再評価を重視していないことを、しばしば非難している。また、反中共政府であるが、これは中国の民主派との連携を重視し、強い中国人意識を持っているためである。そのため、民族主義的な側面も強く、民主党の一部と共に、日本の尖閣諸島領有に反対する団体「保釣行動委員會」を構成している。
2019年の区議会選挙では、社会民主連線が推薦する3名候補者のうち、2人が当選した。しかし翌2020年6月30日に香港国家安全維持法が成立・即日施行され、当局が圧力が強まっていった。
2025年に入ってからは仲介役を通じて香港政府より党を解散するよう三度にわたって圧力がかけられ、応じない場合は深刻な結果を招くという脅迫まで行われた。同年6月29日に陳宝瑩主席が記者会見を行い、党の解散を決定したことを明らかにした。